# Genkaia keijii
Genkaia keijii is een krabbensoort uit de familie van de Phyllotymolinidae. De wetenschappelijke naam van de soort is voor het eerst geldig gepubliceerd in 1993 door Tavares.